# Jaap Knol (atleet)
Jacob (Jaap) Knol (Uitgeest, 1 december 1896 – Amsterdam, 8 oktober 1975) was een Nederlandse atleet, die gespecialiseerd was in het speerwerpen. In deze discipline verbeterde hij tweemaal het Nederlands record en won hij vijf nationale titels. Ook vertegenwoordigde hij Nederland op de Olympische Spelen. Daarnaast speelde hij in het eerste elftal van AFC Ajax.

## Biografie
Knol was politieman in Amsterdam en daarom lid van de Amsterdamse Politie Gymnastiek- en Sportvereniging (APGS), waar Jan Ploeger zijn trainer was. Zijn eerste succes haalde hij op de Nederlandse kampioenschappen van 1923 met het winnen van de nationale titel bij het speerwerpen. In 1925 herovert hij deze titel. Naast atletiek speelde Knol ook voetbal bij AFC Ajax. Later zou Knol nog voorzitter worden van de voetbalclub JOS in de Watergraafsmeer. In deze functie heeft hij in 1960 Rinus Michels laten debuteren als trainer van de club JOS. Knol genoot een goede reputatie omdat hij na de oorlog de destijds bekende inbreker Manus Olie arresteerde.
In 1928 verbetert hij voor de eerste maal het Nederlands record speerwerpen tot 54,17 m. Dit record verliest hij hierna in 1932, maar herovert het een jaar later. Als Nederlands kampioen neemt hij in 1928, met een grote Nederlandse afvaardiging, deel aan de Olympische Spelen van Amsterdam. In het Olympisch Stadion komt hij in de kwalificatieronde niet verder dan 52,68, hetgeen niet voldoende is zich te kwalificeren voor de finale. In de komende twee jaar hierna verovert hij nog twee nationale titels.

## Nederlandse kampioenschappen
| Onderdeel   | Jaar                         |
| ----------- | ---------------------------- |
| speerwerpen | 1923, 1925, 1928, 1929, 1930 |

## Persoonlijk record
| Onderdeel               | Prestatie       | Datum        | Plaats    |
| ----------------------- | --------------- | ------------ | --------- |
| speerwerpen (oud model) | 56,88 m (ex-NR) | 30 juli 1933 | Amsterdam |

## Nederlandse records
- 54,17 m - 1928
- 56,88 m - 1933